# نيكولتشي نوفيسكي
نيكولتشي نوفيسكي (مواليد 28 أبريل 1979 في بيتولا - يوغوسلافيا) لاعب كرة قدم مقدوني يلعب حاليا لصالح نادي الدرجة الأولى ماينز الألماني منذ 2004 في مركز قلب الدفاع كما يجيد اللعب في مركز الظهير الأيسر .

## روابط خارجية
- نيكولتشي نوفيسكي على موقع الاتحاد الأوربي (الإنجليزية)
- نيكولتشي نوفيسكي على موقع قاعدة بيانات كرة القدم.إي يو (الإنجليزية)
- نيكولتشي نوفيسكي على موقع بيانات كرة القدم. دي إي (الألمانية)
- نيكولتشي نوفيسكي على موقع ناشيونال فوتبول تيمز (الإنجليزية)
- نيكولتشي نوفيسكي على موقع عالم كرة القدم.نت (الإنجليزية)
- نيكولتشي نوفيسكي على موقع AS.com (الإسبانية)